# 西山由之
西山 由之（にしやま よしゆき、1942年1月1日 - ）は日本の実業家。株式会社ナックの創業者で名誉会長、日本経済団体連合会（経団連）理事、西山美術館館長。株式会社キャピタル代表取締役。

## 人物
1942年1月1日、第二次世界大戦のさ中、中華民国山東省青島市に生まれる。2歳の時に軍人である父が戦死したため、母に連れられ帰国。実家である群馬県勢多郡赤城村（現渋川市）で育つ。18歳で単身上京、22歳のとき社員食堂請負業を起業する。事業は順調だったが、26歳の時ダスキン創業者鈴木清一に傾倒、ダスキンの販売ディーラーに転身する。
29歳のとき、東京都町田市に株式会社ナックを設立、ダスキン代理業に加え、ボトルドウォーター製造販売、建築コンサルティング等、多角経営に乗り出す。1995年ジャスダック上場、1997年東証二部に市場変更、1999年東証一部昇格を果たし、2002年経団連入会、2004年経団連理事となる。2010年紺綬褒章受勲。
美術コレクターとしてユトリロの絵画やロダンの彫刻に造詣が深く、64歳の時に学芸員の資格を取得した。所有するユトリロの絵画は白の時代の作品など76点、ロダンの彫刻は考える人など52点。これらは自身が館長を務める西山美術館に展示されている。また、銘石コレクターとしても知られ、2013年6月、自身が所有するローズクォーツの球が世界最大としてギネス世界記録に認定された。

## 経歴
- 1942年 中華民国山東省青島市に生まれる。
- 1971年 株式会社ナックを設立。
- 1999年 株式会社ナック東証一部上場。
- 2002年 日本経済団体連合会に入会。
- 2004年 日本経済団体連合会理事となる。
- 2010年 紺綬褒章を授与される。
- 2023年 創建エース代表取締役社長に就任[6]。

## 著書
- 徳の貯金経済学 （ビジネス社 新装版 1995/09）ISBN 4828406344
- 9788物語 （ビジネス社 新装版 1995/10）ISBN 4828406417
- 小説 三代目物語 （ダスキン改革刷新会議 2000/10）
- 改革の波濤 （文芸社 2002/03）ISBN 4835537114
- 天使の歌声 （文芸社 2004/3/15）ISBN 483557186X
- 今やれすぐやれ早くやれ!! （幻冬舎メディアコンサルティング 2018/7/2）ISBN 9784344916135